# Wolofski jezik
Wolof jezik (ISO 639-3: wol), sjevernoatlantski jezik najvažniji u Senegalu, gdje se uglavnom govori u urbanim središtima kao jezik šire komunikacije, ujedno i službeni i nacionalni jezik senegala. Na području Mauritanije govori ga oko 12 000 ljudi (2006).
Pripada podskupini wolof ili fula wolof. Ima više dijalekata baol, cayor, dyolof (djolof, jolof), lebou (lebu) i jander. Nije isti kao i gambijski wolofski [wof].

## Vanjske poveznice
- Ethnologue (14th)
- Ethnologue (15th)